# Kamienica przy pl. Bolesława Chrobrego 32 w Kłodzku
Kamienica przy pl. Bolesława Chrobrego 32 w Kłodzku – zabytkowy dom położony na kłodzkim rynku w jego wschodniej pierzei.

## Opis
Dom pochodzi z drugiej połowy XVIII wieku. Posiada trzy kondygnacje. W sieni, podcieniach, przyziemiu i trzech pokojach parteru zachowały się oryginalne sklepienia. Budynek został całkowicie przerobiony około 1900 roku, wtedy między innymi poprzez przebudowę parteru utworzono charakterystyczne podcienia.
Decyzją wojewódzkiego konserwatora zabytków z dnia 30 kwietnia 1984 roku kamienica została wpisana do rejestru zabytków

## Galeria

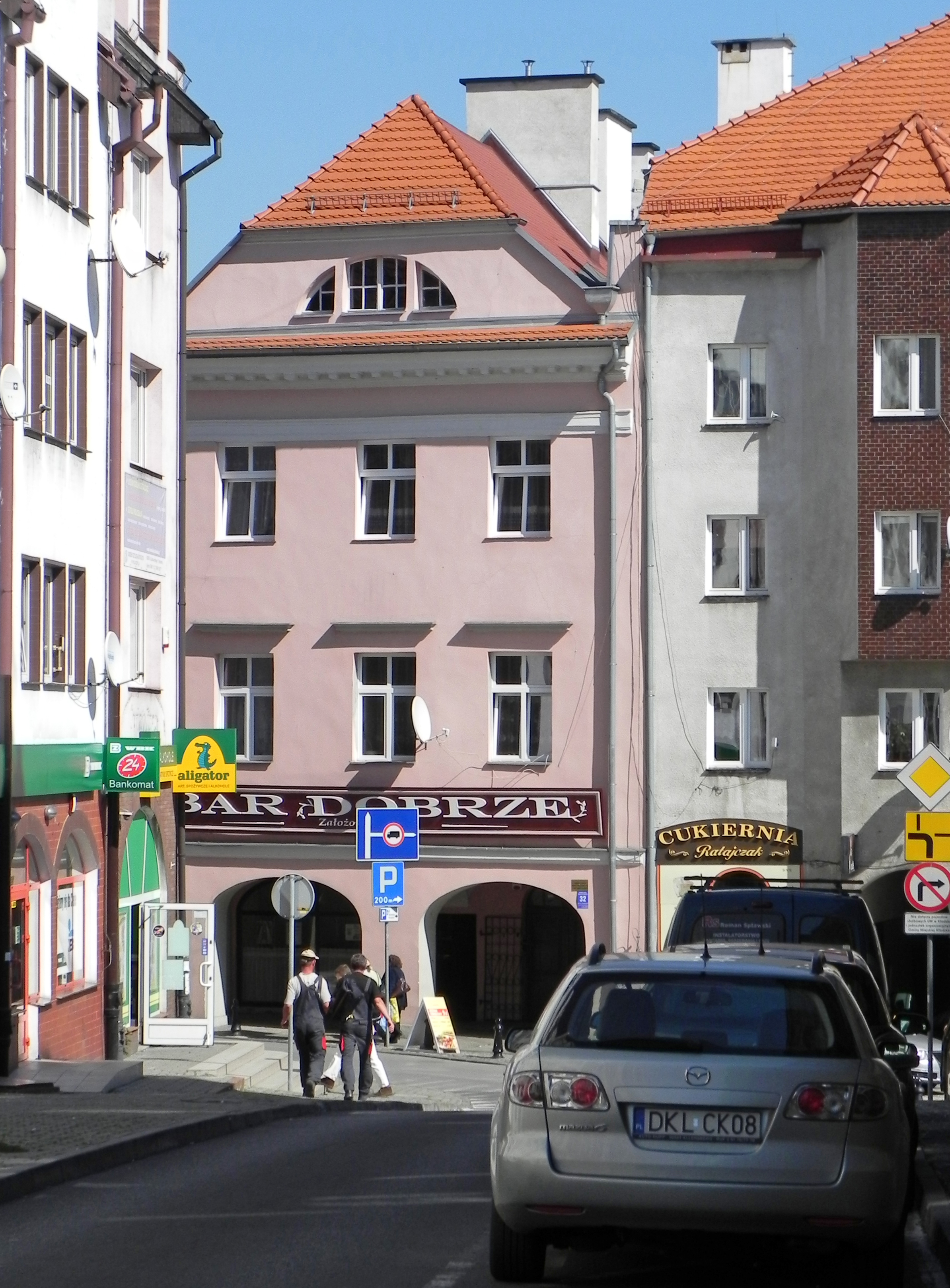
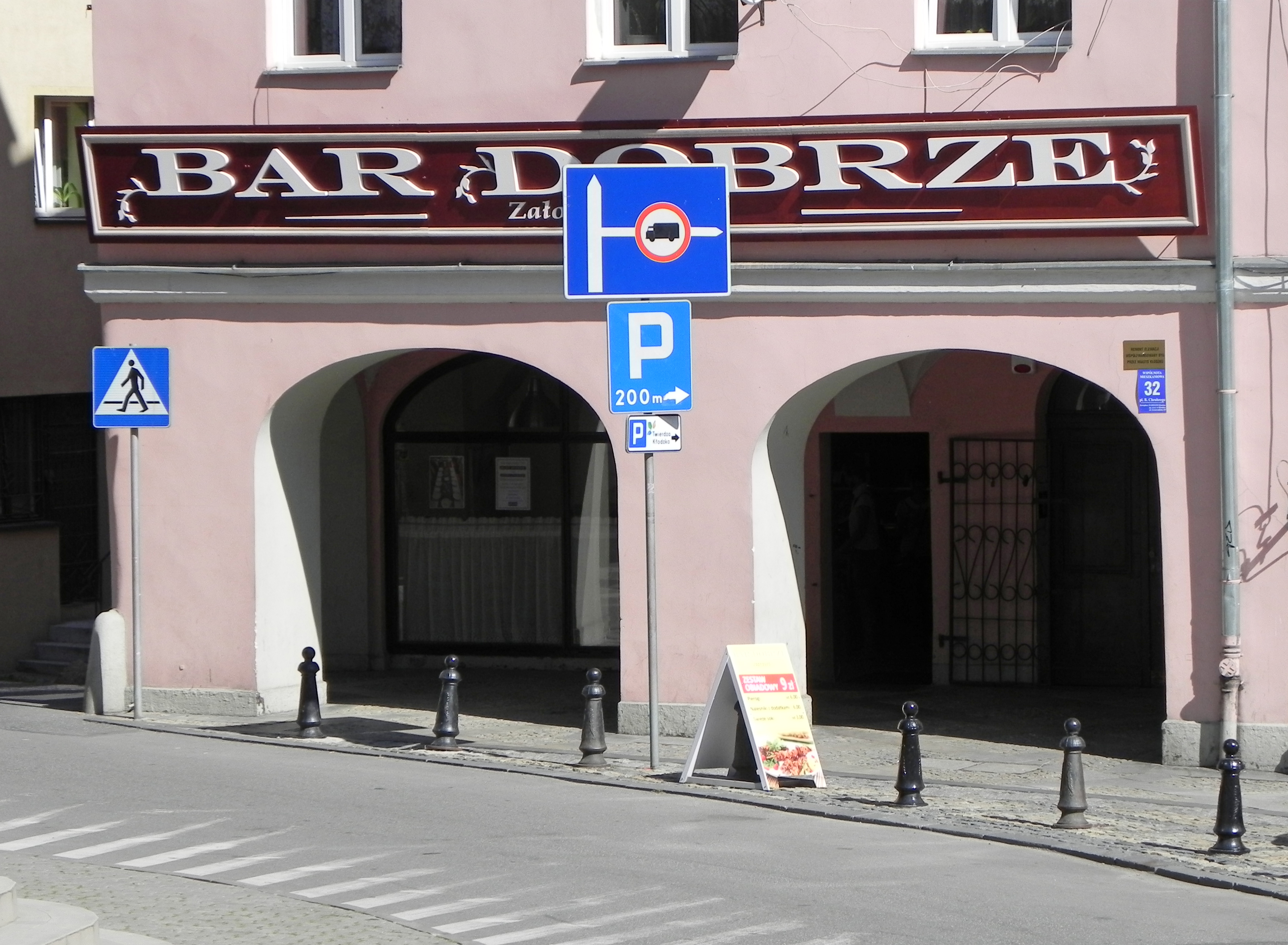
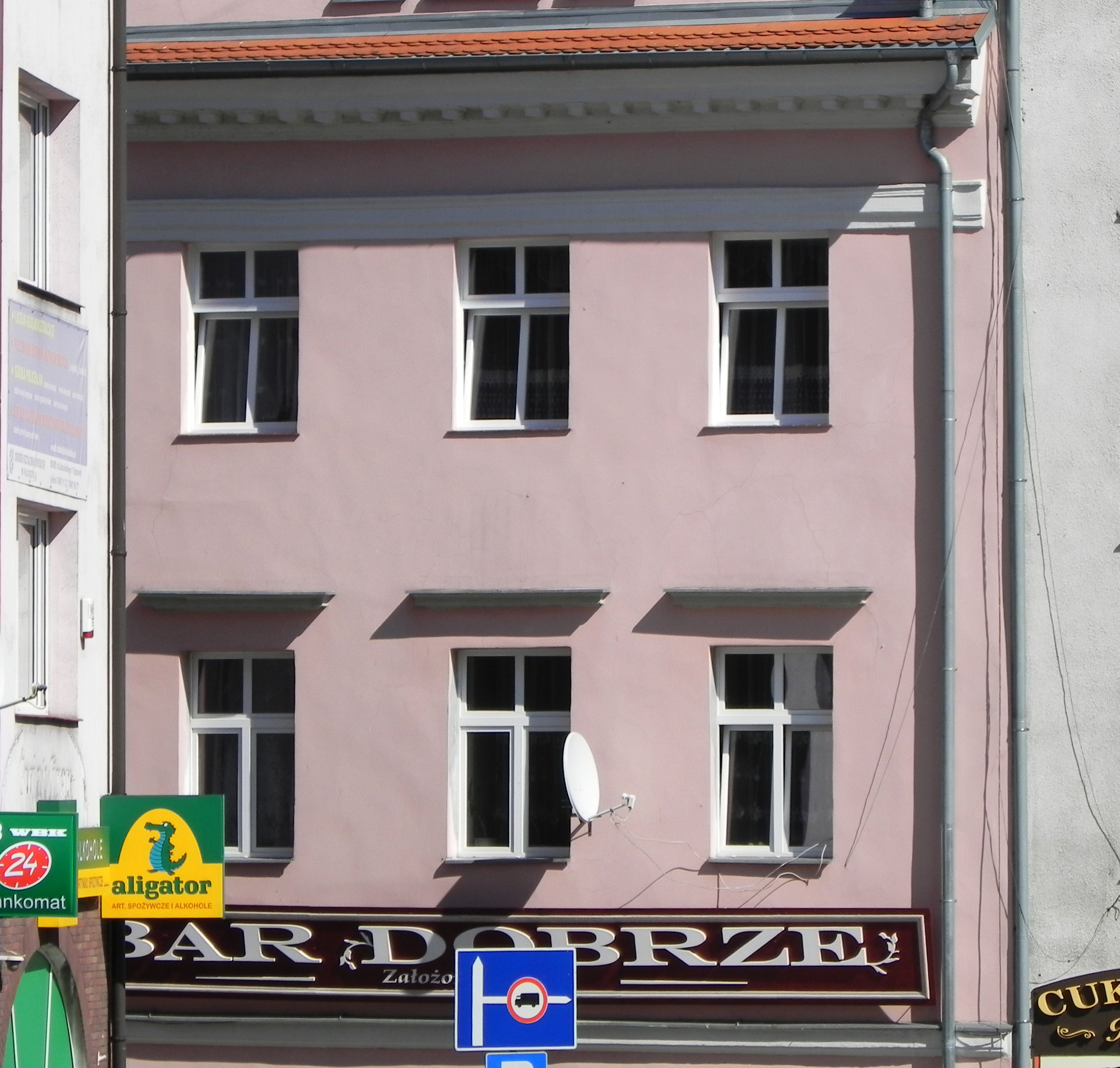
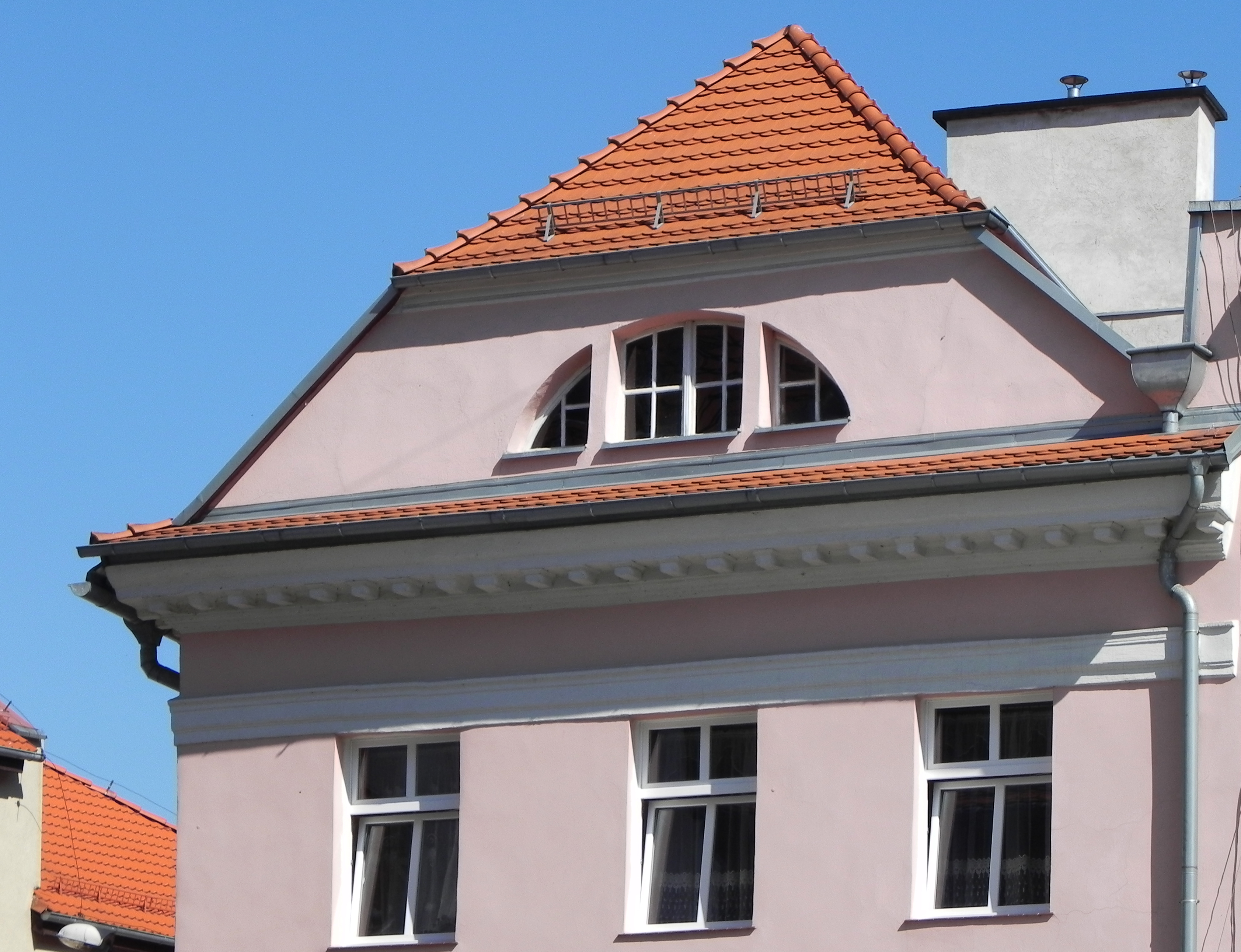
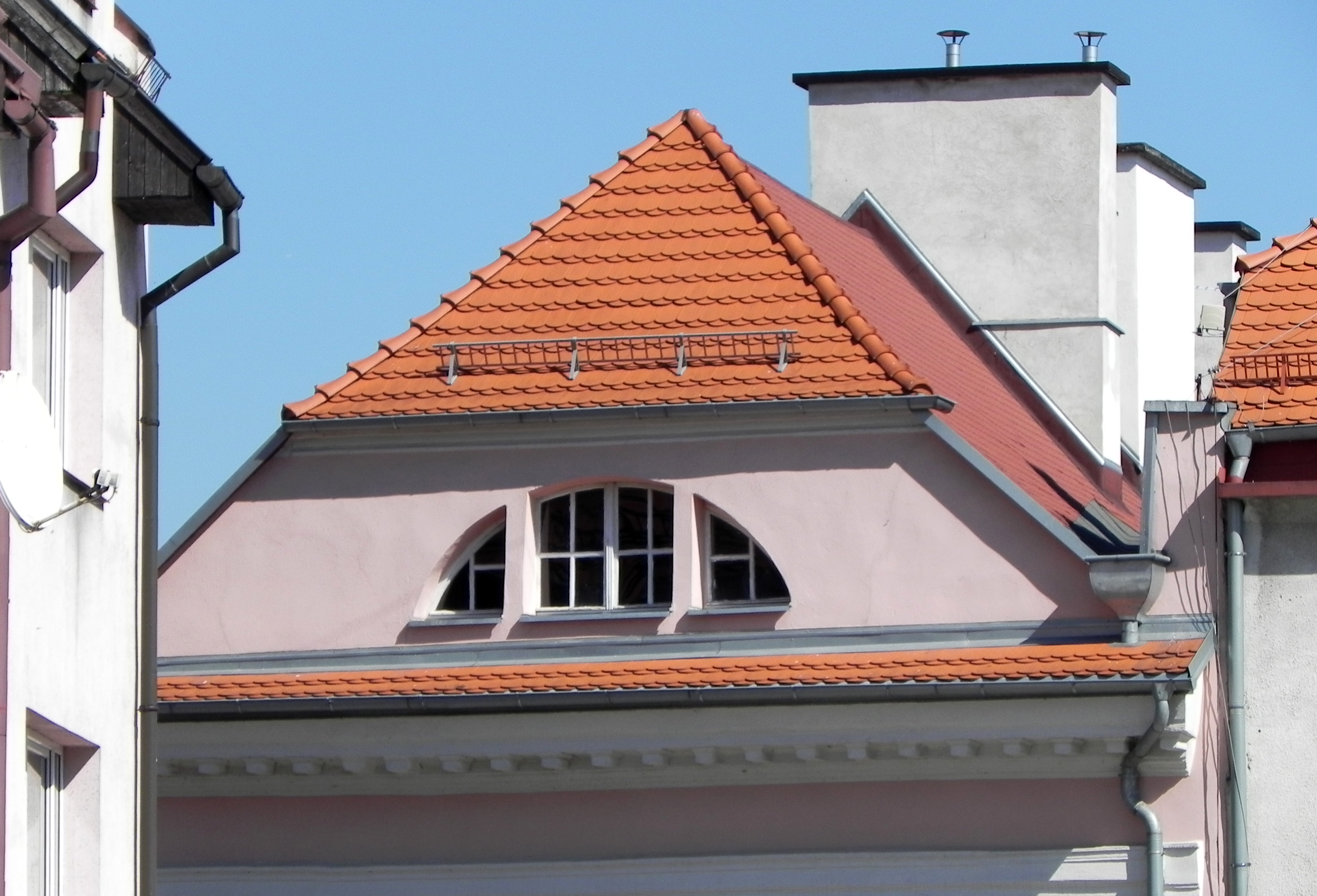
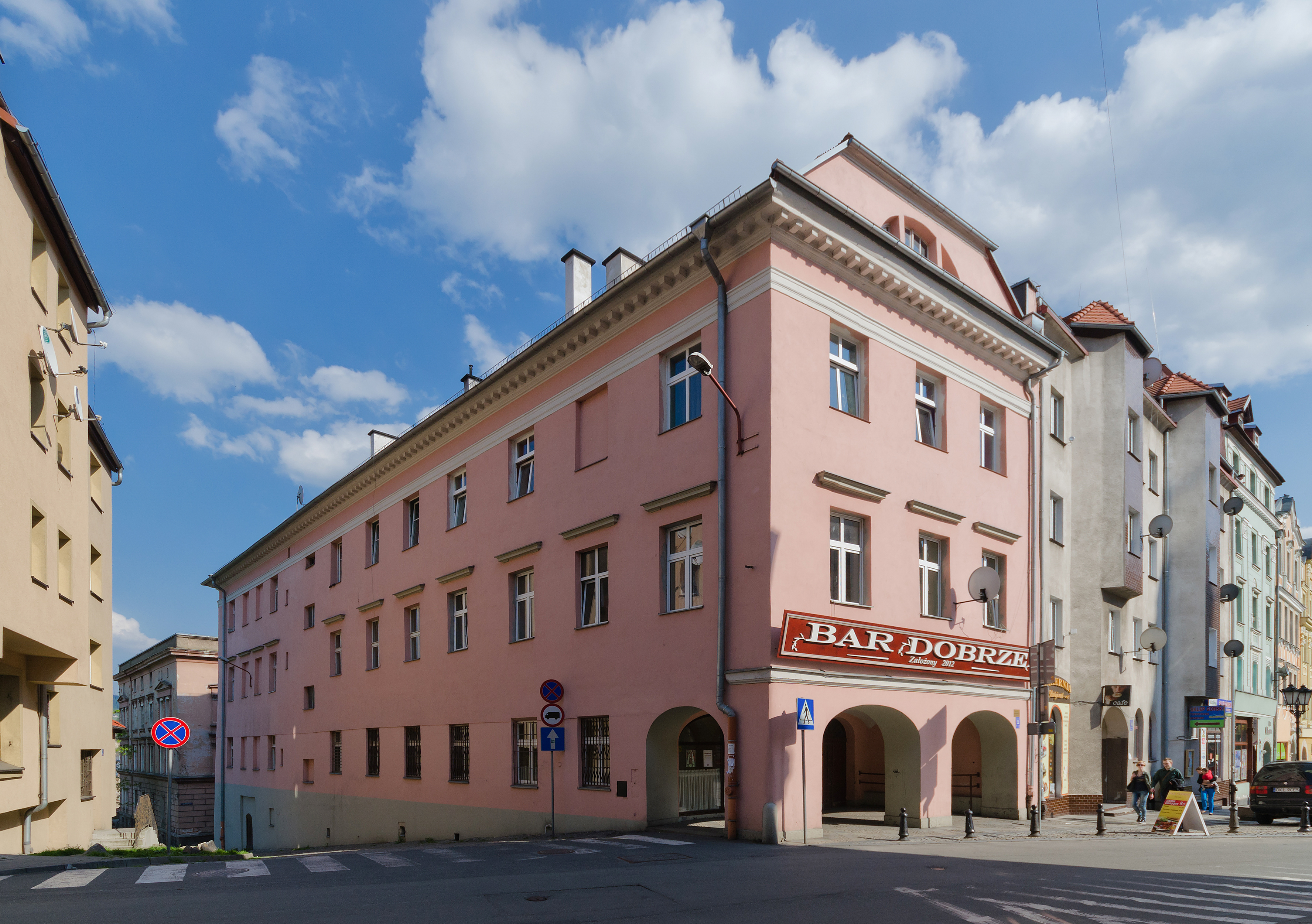
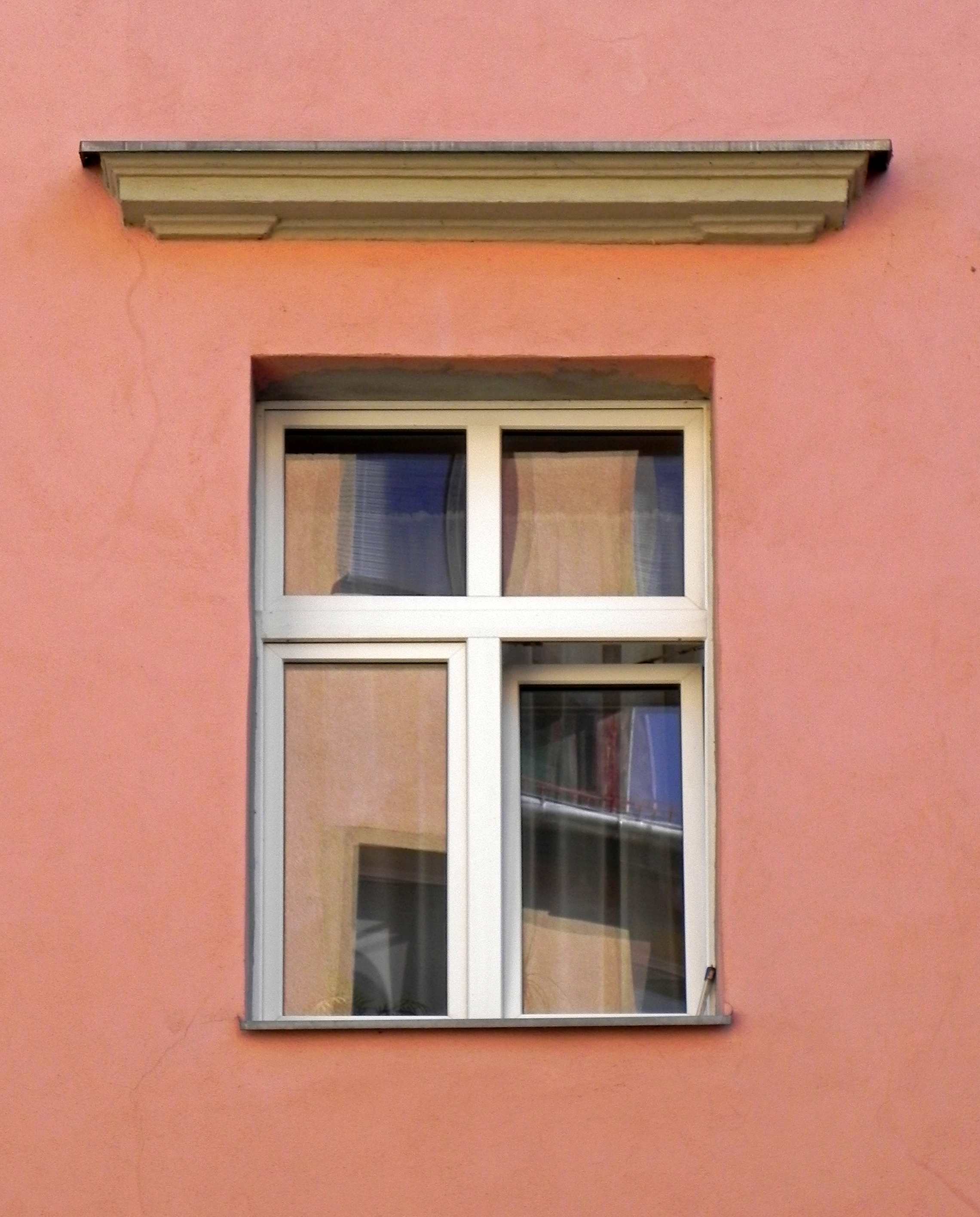